# Пологи (Білоцерківський район)
Поло́ги — село в Україні, у Білоцерківському районі Київської області. Населення становить 1331 осіб. Входить до складу Ковалівської сільської громади.

## Географія
Селом тече річка Безіменна.

## Розташування
Відстань до Києва — 78 км, до Василькова — 41 км, до Білої Церкви — 18 км, до Дослідницьке — 6 км, Гребінки — 16 км, до залізничної станції Устимівка — 10,6 км.

## Історія
Село відомо з 1601 року. 1790 року в селі звели дерев'яну Успенську церкву. У 1930-х роках храм зруйнували більшовики.
Метричні книги, клірові відомості, сповідні розписи церкви Успіння Пресвятої Богородиці с. Пологи Ковалівської волості Васильківського пов. Київської губ. зберігаються в ЦДІАК України http://cdiak.archives.gov.ua/baza_geog_pok/church/polo_007.xml
Станом на 1910 рік село позначене як «владельческе» з 192 дворів та 2188 людей (1060 чоловік та 1128 жінок). Головне заняття — землеробство, окрім того селяни підробляють у Києві та Херсонській губерні. 2742 десятин, з яких поміщикам належать 1214, селянам 1440, церкві 49, іншим станам — 39. Село належало нащадкам Владислава Владиславовича Браницького. Господарством панських земель займався орендатор Петро Ольшевський. В селі була одна православна церква, 1 церковно приходська школа, 4 цегляних заводів, 7 вітряних млинів, 2 хлібних магазина.
Під час організованого радянською владою Голодомору 1932—1933 років померло щонайменше 307 жителів села.
Згідно з законом України «Про засудження комуністичного та націонал-соціалістичного (нацистського) тоталітарних режимів в Україні та заборону пропаганди їхньої символіки» № 317-УІІІ, який був прийнятий 9 квітня 2015 року, зміні назв підлягають топоніми (географічні назви та назви вулиць і підприємств населених пунктів України), що мають комуністичне походження. Рішенням Пологівської сільської ради від листопада 2015 року змінено назви наступних вулиць села Пологи:
- вулицю Леніна на вулицю Київську,
- вулицю Щорса на вулицю Польову та
- вулицю Суворова на вулицю Кільцеву.

23 грудня 2018 року село увійшло до складу Ковалівської об'єднаної територіальної громади Київської області.

## Населення

### Мова
Розподіл населення за рідною мовою за даними перепису 2001 року:
| Мова            | Кількість | Відсоток |
| --------------- | --------- | -------- |
| українська      | 1310      | 98.42%   |
| російська       | 20        | 1.50%    |
| інші/не вказали | 1         | 0.08%    |
| Усього          | 1331      | 100%     |

## Інфраструктура
У селі є:
- Загальноосвітня школа Пологівський НВК[4],* Дошкільний навчальний заклад (Дитячий садок) склад Н В К, код 35584062, керівник — Директор, с. Пологи, вул. Білоцерківська, будинок 26, — Будинок культури, відділення ощадбанку, Укрпошти, амбулаторія, торговельні заклади, Успінська церква, тощо.

## Місцеве самоврядування
До відання Ковалівська сільська громада, Пологівський старостинський округ, код ЄДРПОУ 04359399, входить територія села Пологи, Пологовский сільський голова — Руденко Віра Миколаївна, секретар — Новохацька Наталія Грнигорівна.ю Входить до Ковалівська О Т Г
Пологівська сільська виборча комісія Білоцерківському районі Київської області, код ЄДРПОУ 34199416, розташована по вул. Білоцерківській, буд. 19, у приміщенні Пологівської сільської ради.
23 грудня 2018 року відбулися перші вибори у Ковалівській об'єднаній територіальній громаді, до складу якої увійшли села Васильківського району: Ковалівка, Вінницькі Стави, Мар'янівка, Пологи, Пшеничне, Устимівка та села Фастівського району Кищинці, Паляничинці та Червоне з центром громади у селі Ковалівка,

## Відомі жителі
- Засуха Анатолій Андрійович — український політик;
- Засуха Тетяна Володимирівна — український політик, жінка Анатолія Засухи.